# 托马斯·库恩

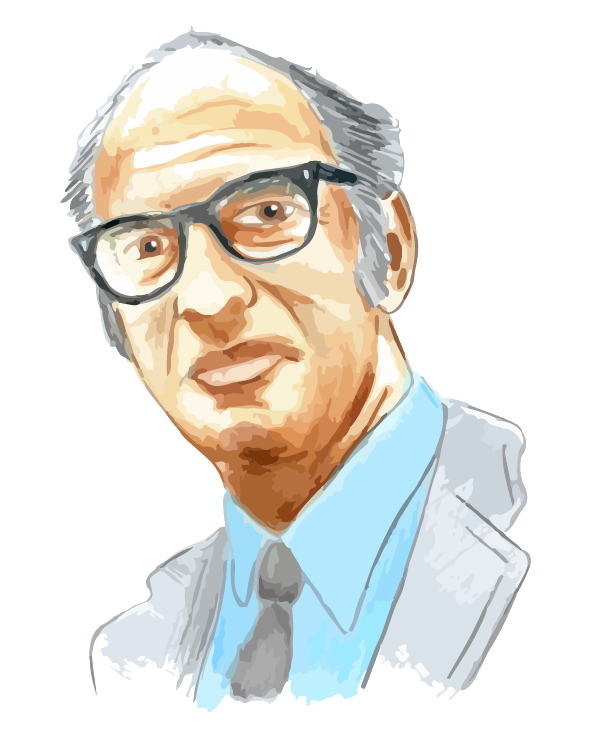
Thomas Kuhn

托马斯·塞缪尔·库恩（英語：Thomas Samuel Kuhn，1922年7月18日—1996年6月17日），美国物理學家、科學史學家和科学哲学家，代表作为《哥白尼革命》和《科学革命的结构》。
其最有名的著作《科学革命的结构》（The Structure of Scientific Revolutions，1962年），為當代的科學思想研究建立廣為人知的討論基礎；不論是贊成或是批評，因此可以說是最有影響力的科學史及科學哲學家，其著作也被引用到科學史之外的其他廣泛領域中。紐約時報認為，孔恩此本著作讓典範（paradigm）這個詞彙變成當代最泛用的詞彙之一。

## 《科学革命的结构》
《科學革命的結構》最初是由維也納學派的邏輯實證公佈的書《統一科學國際百科全書》其中的一篇文章。 孔恩認為，科學不是通過新知識的線性積累進步，而是經歷週期性革命，也被稱為“典範轉移”， 而其中科學探究的本質內場業主突然轉化。整体上，科學分成三個階段，第一階段是缺乏中央範式的“先見之明”；其次是當科學家試圖通過“解謎”來擴大該中心的範式的“常規科學”，
在常規科學時期，未能符合範式的結果不是被看成駁斥範例，而是研究者的錯誤，不斷的反常結果終將建立起科學危機。一旦這發生，新典範可為接納，稱之為革命性科學。

## 著作
- The Copernican Revolution (1957)
- The Structure of Scientific Revolutions (Chicago: University of Chicago Press, 1962) (ISBN 0-226-45808-3) 
  - 繁體中文 〈科學革命的結構〉- (台北市：遠流，1989) (ISBN 957-32-0811-3)
- The Essential Tension: Selected Studies in Scientific Tradition and Change (1977)
- Black-Body Theory and the Quantum Discontinuity, 1894-1912 (Chicago, 1987)
- The Road Since Structure: Philosophical Essays, 1970-1993 (Chicago: University of Chicago Press, 2000) (ISBN 0-226-45798-2)